# Окотеро
Окотеро (Peucedramus taeniatus) — вид горобцеподібних птахів монотипової родини окотерових (Peucedramidae). Раніше вид відносили до родини піснярових (Parulidae), проте на основі генетичних та морфологічних досліджень вид виокремили у власну родину.

## Поширення
Вид поширений на півдні США (штати Аризона та Нью-Мексико), у Мексиці, Гватемалі, Сальвадорі, Гондурасі та на півночі Нікарагуа. Трапляється у гірських сухих лісах та чагарникових заростях на висоті 1000-3500 м над рівнем моря.

## Опис
Тіло завдовжки 13-14 см, вага - 9,5-12 г. Голова і шия жовтого кольору, навколо очей вздовж від дзьоба до шиї смуга чорного забарвлення, тіло сірого забарвлення, а крила чорного і білого кольору.